# Chrám svatých Borise a Gleba v Zjuzině
Chrám svatých Borise a Gleba je pravoslavný chrám nacházející se v Moskvě, přesněji v rajónu Zjuzino.

## Historie
Nachází se na místě bývalé vesnice Zjuzino, které náleželo knížatům Prozorovským.
Na původním místě stával dřevěný chrám postavený a vysvěcený roku 1688. Současná stavba vznikla v letech 1698–1704.
Roku 1938 byl chrám uzavřen. Během Velké vlastenecké války byla výzdoba chrámu těžce poškozena. Dřevěné části byly použity místními obyvateli jako topné palivo. Koncem 50. let započala obnova chrámu a roku 1966 zde vznikla továrna na výrobu umělých diamantů. Později zde sídlil archiv Ministerstva průmyslu.
Roku 1989 byl chrám převeden zpět pravoslavné církvi a byl znovu vysvěcen.

## Architektura
Chrám je postaven ve stylu naryškinského baroka. Architektura chrámu je blízká chrámu Životodárné Trojice v Troice-Lykovu.